# Pierre Mathias Joseph Wartelle
Pour les articles homonymes, voir Wartelle.
Pierre Mathias Joseph Wartelle, baron d'Herlincourt, né à Arras le 31 janvier 1773 et mort à Arras le 13 avril 1856,, est un homme politique français.

## Origine familiale
Pierre Mathias est issu d'une lignée de notables arrageois ayant exercées des charges politiques et administratives au XVIIIe siècle. Son grand-père paternel, Jean Baptiste François Wartelle (1680-1764), fut un échevin, bourgeois et prévôt de la cité arrageoise, épousant la fille d'un mayeur d'Armentières, Marie-Angélique Godeskake. De cette union fut issu Jean Baptiste Joseph Wartelle (1726-1794), conseiller au conseil supérieur d'Artois; sieur d'Herlincourt et de Siracourt, uni à la fille d'un avocat procureur-syndic de la Cour royale de Douai. L'homme sera guillotiné sous la municipalité terroriste de Joseph Le Bon. En effet, la famille Wartelle avait des biens assez larges : 4 maisons rue Baudimont (la plupart vendues vers 1800), 2 maisons rue du Vent de Bise (Dainville), 600 ha de terres à Neuville, Auchy, Westrehem, Allouagne, Boisleux, Siracourt, Rivière, Vimy, et Herlincourt forcément, chaque terre ayant son manoir. Pierre Mathias héritera de ce que la Révolution n'a pas enlevée, lui conférant en 1808, 22000 francs de rente.

## Biographie
Pierre Mathias échappe très certainement à la mort par l'émigration, à laquelle il n'a su convaincre son père, retenu par sa tante (elle-aussi guillotinée). Errant à travers l'Allemagne notamment, il rentre en France en 1800 dans une quasi-clandestinité, jusqu'à ce que le sénatus-consulte de 1802 le fasse quitter Paris pour Arras. Se reconstruire est une priorité : il devient gendre de Jacques Louis Nicolas Vaillant, maire d'Arras et éminent notable, en épousant sa fille unique. Il est nommé administrateur des hospices à Arras en 1804, membre de la fabrique de la cathédrale la même année, et concrétise sa notabilité naissante en obtenant le poste de capitaine de la garde nationale en 1806. Son implantation dans la vie municipale se fortifie par une place au conseil arrageois en 1806. Son influence s'étend au département par l'obtention d'un poste de conseiller général en 1810. Pierre Mathias Wartelle deviendra même président du conseil général du Pas-de-Calais de 1811 à 1813 et de 1818 à 1823. Une grande étape de son parcours politique est sa nomination comme maire d'Arras par Napoléon le 2 avril 1813.
L'homme accède à la noblesse d'Empire la même année, le 9 octobre, avec un titre de baron avec majorat volontaire de 8300F. Louis XVIII confirmera cet acquis le 13 janvier 1816. Ainsi, Pierre Mathias devient Wartelle d'Herlincourt. S'enchaînent les distinctions avec la croix d'Honneur en 1814, et les titres de chevaliers de Saint-Louis et de la Légion d'honneur. Mais au second retour du roi, Wartelle d'Herlincourt est en difficulté : il est révoqué de sa fonction de maire par arrêté de Bourmont le 3 juillet 1815. Il incite alors son ami Bon Lallart de Gommecourt à prendre en main la ville.

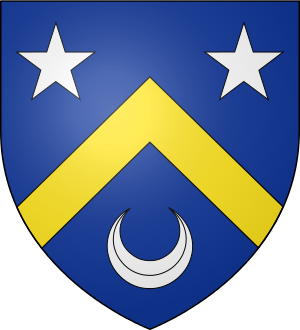
Blason de la famille Wartelle d'Herlincourt

L'apogée de la carrière politique de Wartelle d'Herlincourt est atteint par la mandature législative : il est député lors des Cent Jours (mai-juillet 1815), et l'un des rares à siéger ensuite à la Chambre des Députés de la Seconde Restauration, après la dissolution de la Chambre introuvable, d'octobre 1816 à décembre 1823. Contrairement à ce qu'affirme le Dictionnaire des parlementaires français de Robert et Cougny, Wartelle d'Herlincourt (parfois nommé simplement d'Herlincourt voire Wartelle-Vaillant) n'est pas un ultra, mais un centriste proche des politiques de Richelieu et de Decazes. Dans ses mémoires, il explique avoir accepté de siéger au retour de Napoléon afin que les places ne tombent pas entre des mauvaises mains, comme à Arras et plus largement en France à la Révolution.
Il marque la culture et les arts d'Arras en reformant l'Académie en 1817, siégeant à la place 11 sur 17, et la présidant jusque 1821. Il rentre à Éterpigny, son village d'origine où il possède une résidence héritée de son beau-père, en 1830, il s'occupe d'agriculture et d'archéologie, passion dont le fils Léon-Marie héritera. Le dernier mandat sera celui de maire de ladite commune, à la fin de la Monarchie de Juillet.
Marié à Louise Marie Adelaïde Vaillant, fille de Jacques Vaillant, maire d'Arras sous l'Empire, il est le père de Léon-Marie Wartelle d'Herlincourt, futur député, et le beau-père de Charles-Louis-Marie-Eugène Harlé d'Ophove, pair de France.